# Fotografische Gesellschaft zu Hannover von 1903
Die Fotografische Gesellschaft zu Hannover von 1903 e.V. mit Sitz in Hannover gilt als einer der führenden Vereine für Amateurfotografie in Norddeutschland. Die Gesellschaft organisiert eigene Ausstellungen und ist regelmäßig an Veranstaltungen beteiligt.

## Geschichte
Um 1900 spalteten sich die Mitglieder des im März 1888 gegründeten Photographischen Vereins zu Hannover in Berufs- und Amateurfotografen. Dies führte 1903 zur Gründung des „Vereins für Amateurfotografie“, der sich zum 1. Januar 1906 umbenannte in „Fotografische Gesellschaft zu Hannover“.
Als führender Amateurverein in Norddeutschland veranstaltete die Fotografische Gesellschaft im Oktober 1908 im Künstlerhaus die „1. Niedersächsische Fotografische Ausstellung“. Dort unterhielt der Verein eigene Klubräume und einen Vortragssaal bis zur Ausbombung durch die Luftangriffe auf Hannover 1943 im Zweiten Weltkrieg.
Nach der Auflösung des Vereins wurde die Gesellschaft 1946 neugegründet. In den Wiederaufbaujahren wurde im März/April 1952 anlässlich des 50-jährigen Bestehens eine große Jubiläumsausstellung im Neuen Rathaus der Öffentlichkeit präsentiert.
Bis heute pflegt die Gesellschaft die Farbbild- und Diafotografie und veranstaltet örtliche Bilderschauen. Seit 1999 werden regelmäßige Veranstaltungen im Freizeitheim Vahrenwald durchgeführt.
Der Verein ist Mitglied im Deutschen Verband für Fotografie und im Niedersächsischen Heimatbund.

## Veröffentlichungen
- Niedersachsen im Bild: 75 Jahre Fotografische Gesellschaft zu Hannover von 1903 e.V. 1978.
- 100 Jahre fotografische gesellschaft zu hannover. Festschrift. 2003.